# 德永結羽
德永 結羽（とくなが ゆう、2002年5月23日。 - ）は、日本の女子ラグビーユニオン選手。

## プロフィール
- ポジションはBK。
- 身長 160cm、体重 62kg
- 7人制女子日本代表に選ばれたことがある[2]。

## 略歴
2021年、鳴門渦潮高校卒業後、追手門学院大学に入る。